# Gran Premio de Arabia Saudita
El Gran Premio de Arabia Saudita es una carrera de automovilismo de velocidad puntuable para el Campeonato Mundial de Fórmula 1 a partir de 2021.

## Historia
El 5 de noviembre de 2020 la Fórmula 1 anunció que Arabia Saudita albergaría un Gran Premio a partir de 2021. Es una carrera nocturna y tendrá como primera sede el circuito de la Corniche de Yeda.

## Críticas
La confirmación de la celebración del Gran Premio de Arabia Saudita trajo consigo críticas hacia la F1 por temas relacionados de los derechos humanos en este país, entre otros, por parte de Amnistía Internacional y Human Rights Watch. En redes sociales se popularizó el movimiento #BoycottSaudiGP.

## Ganadores
| Año  | Piloto             | Constructor         | Circuito | Resultado  |
| ---- | ------------------ | ------------------- | -------- | ---------- |
| 2021 | Lewis Hamilton     | Mercedes            | Yeda     | Resultados |
| 2022 | Max Verstappen     | Red Bull-RBPT       | Yeda     | Resultados |
| 2023 | Sergio Pérez       | Red Bull-Honda RBPT | Yeda     | Resultados |
| 2024 | Max Verstappen (2) | Red Bull-Honda RBPT | Yeda     | Resultados |
| 2025 | Oscar Piastri      | McLaren-Mercedes    | Yeda     | Resultados |

## Estadísticas

### Pilotos con más victorias
| Victorias | Piloto         | Años       |
| --------- | -------------- | ---------- |
| 2         | Max Verstappen | 2022, 2024 |
| 1         | Lewis Hamilton | 2021       |
| 1         | Sergio Pérez   | 2023       |
| 1         | Oscar Piastri  | 2025       |

### Constructores con más victorias
| Victorias | Constructor | Años             |
| --------- | ----------- | ---------------- |
| 3         | Red Bull    | 2022, 2023, 2024 |
| 1         | Mercedes    | 2021             |
| 1         | McLaren     | 2025             |